# 迪默尔塞
迪默尔塞（德語：Diemelsee，得名于同名湖泊）是德国黑森州的一个市镇。总面积121.56平方公里，总人口4948人，其中男性2495人，女性2453人（2011年12月31日），人口密度41人/平方公里。